# Ivindo (Departement)
Ivindo ist ein Departement in der Provinz Ogooué-Ivindo in Gabun und liegt im Nordosten des Landes. Das Departement hatte 2013 etwa 15.000 Einwohner.

## Gliederung
- Makokou